# Die Schlachtenbummler
Die Schlachtenbummler ist ein US-amerikanischer Abenteuerfilm aus dem Jahr 1927, dessen komödiantische Elemente im Vordergrund stehen. Das Drehbuch des Stummfilms basiert auf einer Erzählung von Donald McGibney.

## Handlung
Der Erste Weltkrieg in Afrika. Soldat Phelps und Sergeant O’Gaffrey geraten in deutsche Gefangenschaft. Ihre Fluchtversuche sind erfolglos. Erst als sie sich als Araber verkleiden, können sie sich davonmachen. Mit einem Flussdampfer soll es nach Jaffa gehen. Mit dem Schiffskapitän buhlen die beiden Soldaten um die Gunst der Araberin Mirza. Der junge Phelps macht große Fortschritte, indem er die Sprache lernt. Erst als er sie auffordert, den Schleier abzulegen, wendet sich Mirza von ihm ab.
In Jaffa wird Mirzas Verlobter Shevket von einem Diener auf die beiden Amerikaner aufmerksam gemacht. Der Emir von Jaffa, Mirzas Vater, will die beiden einkerkern lassen. Doch der amerikanische Konsul kann den Soldaten Schutz gewähren. Der Emir macht die beiden zu Rittern, so dass Phelps zu einem Ehrenduell gegen Shevket antreten kann. Phelps kann Shevket besiegen, die beiden Soldaten laufen mit Mirza davon.

## Kritik
Mordaunt Hall von der New York Times beschreibt den Film als intelligente Komödie. Die Produktion wurde fachmännisch von Lewis Milestone gefertigt.
Auch der Classic Film Guide zeigt sich begeistert über den fantastischen Stummfilm.

## Auszeichnungen
Bei der ersten Oscarverleihung 1929 wurde Lewis Milestone mit dem Oscar für die beste Regie (Komödie) ausgezeichnet.
Da nur im Jahr 1929 der Oscar für die beste Regie in den beiden Kategorien Drama und Komödie vergeben wurde (eine Teilung, die ein Jahr später aufgehoben wurde), ist Milestone der einzige Regisseur, der jemals einen Oscar in dieser Kategorie erhalten hat.

## Hintergrund
Die Uraufführung fand am 23. September 1927 statt. In Deutschland erschien der Film im selben Jahr in den Kinos.
Der Film galt einige Zeit als verloren. Als der Filmproduzent Howard Hughes verstarb, wurde eine Kopie des Werkes in seinem Nachlass gefunden.